# Cattedrale della Trinità di Pskov
La Cattedrale della Trinità di Pskov (in russo Троицкий собор o Троицкий храм?) è una chiesa ortodossa che si trova a Pskov in Russia, sulla sponda orientale del fiume Velikaya. Dal 1589 è la chiesa principale dell'eparchia di Pskov.

## Storia

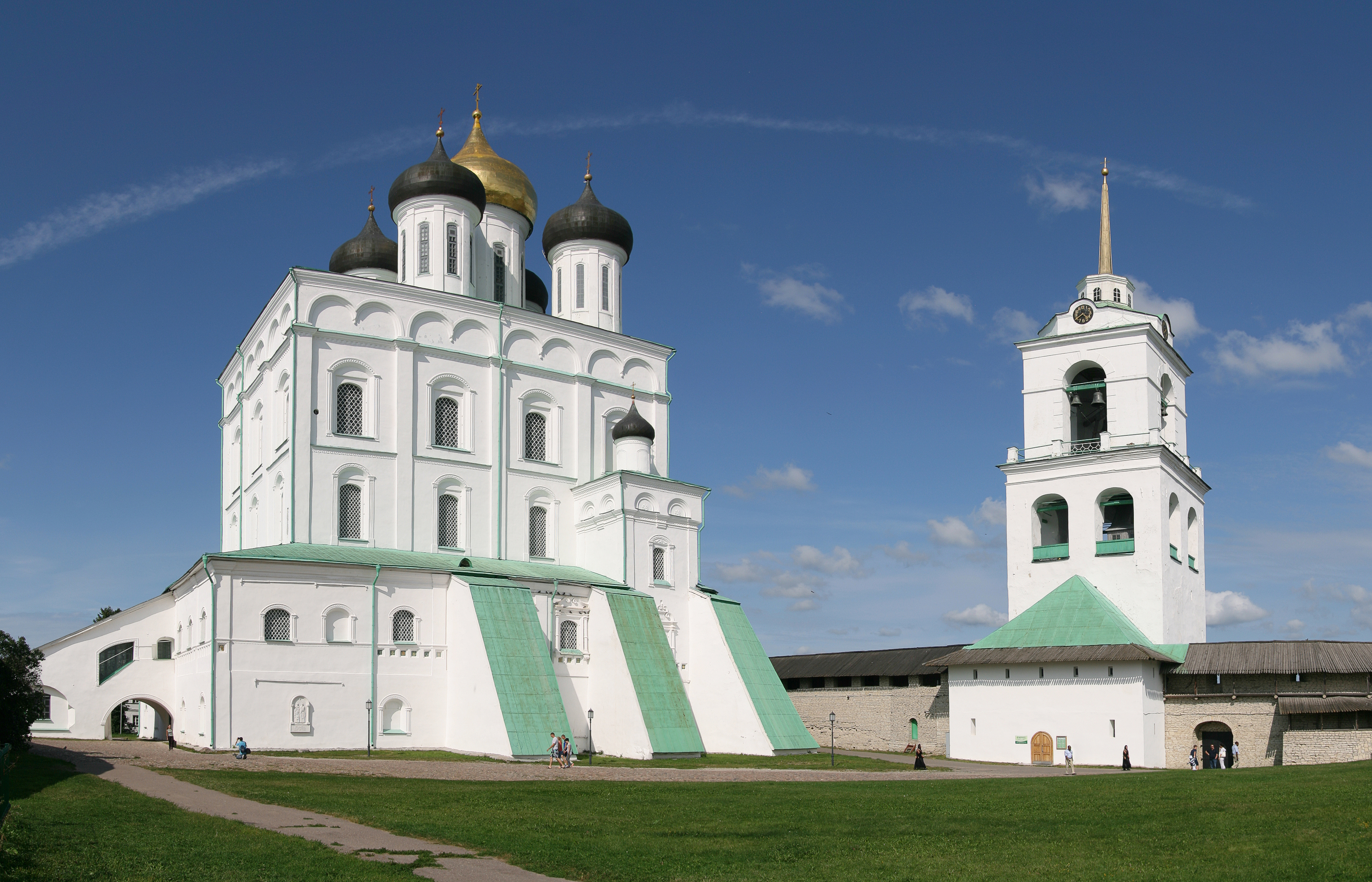

La prima chiesa venne costruita in legno nel X secolo. Questa chiesa fu sostituita da una fatta in pietra nel 1138; fu poi distrutta e ricostruita più volte nel corso dei secoli. Fu nuovamente ricostruita negli anni 1365-1367.
Questa chiesa fu gravemente danneggiata da un incendio nel 1609 e l'interno fu totalmente ricostruito. L'attuale edificio fu costruito a partire dal 1691 e consacrato nel 1699.
Nel periodo sovietico, la cattedrale fu chiusa negli anni '30, venendo trasformata in un museo. Fu riaperta come chiesa durante l'occupazione nazista, rimanendo aperto anche dopo la seconda guerra mondiale.
La cattedrale è alta 256 piedi e contiene le tombe dei principi di Vsevolod Mstislavich e Dovmont.